# Grotte von Pirosu
Die heilige Grotte von Pirosu (italienisch Grotta sacra di Pirosu – auch nach dem Ort „Su Benatzu“ genannt), südlich der Stadt Santadi in der Provinz Sulcis Iglesiente auf Sardinien, ist ein nuraghisches Höhlenheiligtum, das 1968 entdeckt wurde und die Palette der sardischen Kultplätze der Nuraghenkultur um eine Variante bereichert.

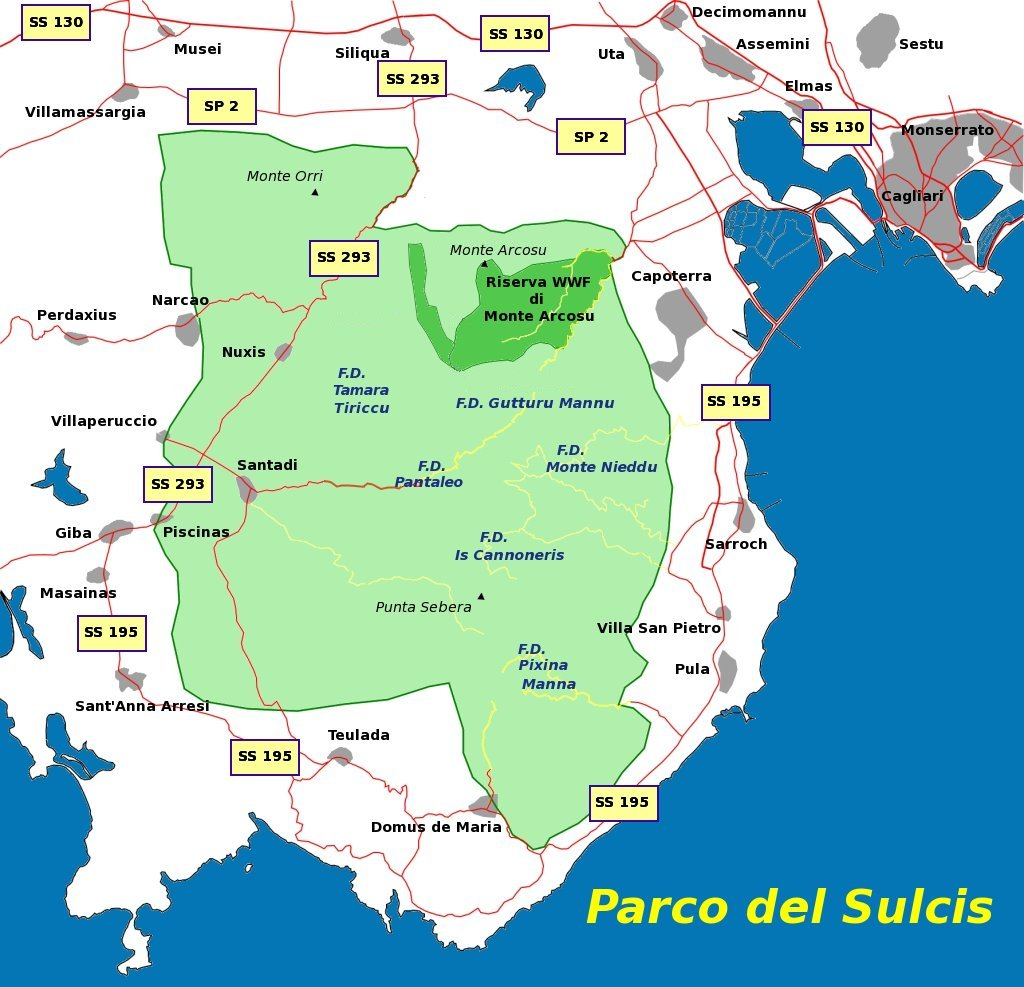
Parco del Sulcis

In dem etwa 120,0 m langen Höhlenheiligtum befindet sich ein natürliches Wasserbecken und ein Feueraltar, der von einer 50 cm hohen Schicht aus Asche und Holzkohle umgeben war. Die deponierten Votivgaben bestanden aus über 1000 Tongefäßen, gut 100 Metallobjekten aus Bronze, Gold und Kupfer, darunter ein mit Hunden und Vögeln beladenes Votivschiffchen (vielleicht etruskischer Herkunft), ein Talisman in Form einer Kultaxt, ein Spiegel und ein Dreifuß (alle aus Bronze). Letzterer soll auf dem als Feueraltar verwendeten Stalagmiten gestanden haben. Der Dreifuß ist die lokale Imitation zyprischer Prototypen aus dem 11. Jahrhundert v. Chr. Erwähnenswert sind auch die Fragmente eines Ochsenhautbarrens aus Kupfer und ein Dolch.
Die Grotte im heutigen Parco del Sulcis ist zu dieser Zeit einer der wichtigsten Kultplätze. Bereits vornuraghisch aufgesucht, erhält sie in der Nuraghenkulturepoche übergroße Bedeutung, die durch die Vielfalt und Anzahl der deponierten Materialien belegt wird.
Die Nuragher errichteten nicht nur Kultplätze wie Brunnen- und Quellenheiligtümer, sie nutzten auch Höhlen, an denen sie sich den Göttern besonders nah wähnten. Diese beschworen sie auch in der Grotta di Ispinigoli bei Dorgali. Dort fand man in dem 35 m tiefen Verbindungsschacht zur „Grotta Su Anzu“ 18 Armreife aus Bronze und Silber und über 1000 Glasflussperlen, die einst hinabgeworfen wurden, aber auf einem Absatz in halber Höhe liegen blieben. Der Schacht heißt heute „Abisso delle vergini“ (Jungfrauenschlund). Die Grotte ist mit ihrer riesigen, fast 40 m hohen Tropfsteinsäule eine touristische Attraktion.